# 馬克·孔德拉秋克
馬克·孔德拉秋克（俄语：Марк Кондратюк，2003年9月3日—），俄羅斯花式溜冰運動員，他代表俄羅斯奧林匹克委員會隊參加了中國舉行的2022年冬季奧林匹克運動會，並且在團體比賽上獲得金牌。但2024年國際體育仲裁法庭判決俄羅斯女子花式滑冰選手卡米拉·瓦莉娃因服用禁藥被判禁賽4年確定，禁賽自2021年底算起，使得俄羅斯奧委會喪失在2022年北京冬奧贏得的花滑團體賽金牌。